# Raimundo Tupper
Raimundo Tupper Lyon (Santiago, Chile, 7 de enero de 1969-San José, Costa Rica, 20 de julio de 1995) fue un futbolista profesional chileno, que se desempeñaba como delantero, volante y lateral. Desarrolló toda su carrera en el club Universidad Católica entre 1985 y 1995. Como lateral izquierdo, formó parte del once titular que alcanzó la final de la Copa Libertadores de 1993.

## Biografía
Nació en el seno de una familia de cinco hijos, cuatro varones y una niña. Estudió en el Colegio San Ignacio El Bosque, e ingresó a las divisiones menores de Universidad Católica en 1980. Alberto Fouillioux, símbolo de la institución, fue su primer entrenador en el equipo cruzado. Tupper era un futbolista muy correcto en el campo de juego, al punto de nunca haber sido expulsado. Otra cualidad de su juego fue su disciplina táctica, característica que lo llevó a jugar como delantero, volante y lateral.
En 1989 ingresó a estudiar en la Universidad Diego Portales la carrera de ingeniería en ejecución, que no terminó.

## Trayectoria
Debutó en el primer equipo de Universidad Católica el 15 de agosto de 1985 frente a Cobresal en la ciudad de El Salvador. En 1987, salió campeón del torneo oficial con el equipo cruzado, aunque no sumó minutos. Al año siguiente recibió el premio al mejor deportista de fútbol cadetes CDUC. En 1989 se ganó un lugar en la oncena titular del equipo, jugando en aquella temporada 24 encuentros, en los que anotó cinco goles, el primero de ellos a O'Higgins el 9 de julio en el Estadio Santa Laura.
En 1989 ganó la Liguilla Pre-Libertadores ante Cobreloa, definición favorable a Católica por 4:1. Entre 1989 y 1995, fue titular en la UC. Durante este período cambió las características de su juego, pasando desde un rol netamente ofensivo a uno más defensivo, pero con mucha dinámica para llegar al arco contrario. Su disciplina táctica comienza a ser explotada con la llegada del técnico Vicente Cantatore a la UC, el cual cambia el esquema habitual del equipo, el clásico 4-4-2, ubicándolo ahora como lateral volante derecho, siendo elegido en 1992 por la revista Don Balón como el mejor lateral volante derecho de la temporada del fútbol chileno, superando a Gabriel Mendoza.
Durante la Copa Libertadores de 1993, el técnico de ese entonces Ignacio Prieto lo utiliza como lateral izquierdo, posición que desempeñó preferentemente en los partidos de local. En los partidos de visita ocupó un rol más ofensivo, especialmente de volante por izquierda, caracterizado por mostrar un excelente despliegue en el mediocampo junto a Ricardo Lunari. En esta posición logró con el club notables actuaciones: triunfo ante el Barcelona de Ecuador en Guayaquil por cuartos de final, y el empate contra el América de Cali, por semifinales en el estadio Pascual Guerrero, levantándose de un tempranero 0-2, con el empate que llegó de la mano Ricardo Lunari, faltando tres minutos para el término del partido.
Tupper realizó buenas actuaciones con Universidad Católica, se destacan como mejores campañas internacionales la final de la Copa Libertadores de América en 1993 y la Copa Interamericana de 1994. Previamente ganó la Copa Chile 1991 y durante ese lapso resultó triunfador de la Liguilla Pre-Libertadores en 1989, 1991, 1992 y 1994. En esta última le anotó un gol a Colo-Colo, apareciendo por izquierda y cerca del costado del área grande, definiendo con borde interno al segundo palo clavando el balón en el ángulo.

## Selección nacional
En 1987 fue nominado a la selección sub-20 de Chile, que obtuvo el cuarto lugar del Mundial de la categoría realizado en Chile, donde disputó cinco partidos e hizo dupla con su compañero de club Luka Tudor en el ataque de la Roja.
El año 1994 es llamado a la Selección Chilena, que iniciaba su proceso al mando de Mirko Jozić. La Roja realiza una gira de 3 partidos, enfrentando primero a Francia en Lyon, y luego a Arabia Saudita en dos encuentros. A pesar del resultado adverso contra Francia (1-3), la anécdota de ese enfrentamiento es que Iván Zamorano rompe su sequía goleadora de varios meses, tras realizar una pared con Raimundo Tupper (quien ocupó el dorsal número 8). Contra Arabia Saudita se ganó 2-0, con un gol suyo, y en el segundo partido se empató 2-2.

### Participaciones en Copas del Mundo
| Mundial                 | Sede  | Resultado    | Partidos | Goles |
| ----------------------- | ----- | ------------ | -------- | ----- |
| Mundial Juvenil de 1987 | Chile | Cuarto lugar | 5        | 0     |

### Partidos internacionales
| Partidos internacionales | Partidos internacionales | Partidos internacionales                  | Partidos internacionales | Partidos internacionales | Partidos internacionales | Partidos internacionales | Partidos internacionales | Partidos internacionales | Partidos internacionales |
| N.º                      | Fecha                    | Estadio                                   | Local                    | Resultado                | Visitante                | Goles                    | Asistencias              | DT                       | Competición              |
| ------------------------ | ------------------------ | ----------------------------------------- | ------------------------ | ------------------------ | ------------------------ | ------------------------ | ------------------------ | ------------------------ | ------------------------ |
| 1                        | 8 de septiembre de 1993  | Estadio José Rico Pérez, Alicante, España | España                   | 2-0                      | Chile                    |                          |                          | Nelson Acosta            | Amistoso                 |
| 2                        | 22 de marzo de 1994      | Estadio Gerland, Lyon, Francia            | Francia                  | 3-1                      | Chile                    |                          | 1                        | Mirko Jozić              | Amistoso                 |
| 3                        | 26 de marzo de 1994      | Estadio Rey Fahd, Riad, Arabia Saudita    | Arabia Saudita           | 0-2                      | Chile                    | Anotado                  |                          | Mirko Jozić              | Amistoso                 |
| 4                        | 29 de marzo de 1994      | Estadio Rey Fahd, Riad, Arabia Saudita    | Arabia Saudita           | 2-2                      | Chile                    |                          |                          | Mirko Jozić              | Amistoso                 |
| 5                        | 25 de mayo de 1994       | Estadio Nacional, Santiago, Chile         | Chile                    | 2-1                      | Perú                     |                          |                          | Mirko Jozić              | Amistoso                 |
| 6                        | 21 de septiembre de 1994 | Estadio Nacional, Santiago, Chile         | Chile                    | 1-2                      | Bolivia                  |                          |                          | Mirko Jozić              | Amistoso                 |
| 7                        | 16 de noviembre de 1994  | Estadio Nacional, Santiago, Chile         | Chile                    | 0-3                      | Argentina                |                          |                          | Mirko Jozić              | Amistoso                 |
| Total                    | Total                    | Total                                     | Presencias               | 7                        | Goles                    | 1                        | 1                        |                          |                          |

| Selección chilena | Selección chilena | Selección chilena | Selección chilena |
| Año               | Partidos          | Goles             | Minutos           |
| ----------------- | ----------------- | ----------------- | ----------------- |
| 1993              | 1                 | 0                 | 90                |
| 1994              | 6                 | 1                 | 206               |
| Total             | 7                 | 1                 | 296               |

## Muerte
Falleció a los 26 años de edad, al arrojarse desde un balcón del noveno piso del Hotel Centro Colón en San José (Costa Rica), el 20 de julio de 1995, debido a una depresión endógena. Universidad Católica se encontraba en ese país realizando una serie de amistosos, entre ellos dos con el equipo local Deportivo Saprissa. Posteriormente, el hermano del fallecido jugador, Andrés Tupper, asumió como presidente de la rama de fútbol del club.

### Homenajes
Actualmente, una cruz blanca instalada en las altas montañas de San Carlos de Apoquindo recuerda al «Mumo», apodo con el que le recuerdan los hinchas cruzados. En 2009 se publicó el libro Mumo... por siempre, que relata la biografía del jugador. Ese mismo año, al antes conocido como Complejo Fútbol ubicado dentro del Complejo Deportivo San Carlos de Apoquindo, se le bautizó con el nombre de Complejo de Fútbol Raimundo Tupper Lyon.
En julio de 2015, en conmemoración del aniversario número 20 de su partida, se inauguró cerca de la cruz de San Carlos de Apoquindo un mural estilo mosaico con una imagen suya y se relanzó el libro Mumo... por siempre. La ANFP entrega anualmente un premio con su nombre al futbolista más correcto de cada temporada.

## Estadísticas

### Clubes
| Club                         | Div           | Temporada     | Liga  | Liga  | Liga   | Copas nacionales | Copas nacionales | Copas nacionales | Torneos internacionales | Torneos internacionales | Torneos internacionales | Total | Total | Total  | Media goleadora |
| Club                         | Div           | Temporada     | Part. | Goles | Asist. | Part.            | Goles            | Asist.           | Part.                   | Goles                   | Asist.                  | Part. | Goles | Asist. | Media goleadora |
| ---------------------------- | ------------- | ------------- | ----- | ----- | ------ | ---------------- | ---------------- | ---------------- | ----------------------- | ----------------------- | ----------------------- | ----- | ----- | ------ | --------------- |
| Universidad Católica · Chile | 1.ª           | 1985          | 1     | 0     | 0      | —                | —                | —                | —                       | —                       | —                       | 1     | 0     | 0      | 0,00            |
| Universidad Católica · Chile | 1.ª           | 1986          | —     | —     | —      | —                | —                | —                | —                       | —                       | —                       | 0     | 0     | 0      | 0,00            |
| Universidad Católica · Chile | 1.ª           | 1987          | —     | —     | —      | —                | —                | —                | —                       | —                       | —                       | 0     | 0     | 0      | 0,00            |
| Universidad Católica · Chile | 1.ª           | 1988          | 23    | 5     | 5      | 20               | 3                | 3                | 8                       | 0                       | 1                       | 51    | 8     | 9      | 0,16            |
| Universidad Católica · Chile | 1.ª           | 1989          | 22    | 2     | 5      | 24               | 2                | 6                | —                       | —                       | —                       | 46    | 4     | 11     | 0,09            |
| Universidad Católica · Chile | 1.ª           | 1990          | 15    | 5     | 6      | 13               | 2                | 2                | 8                       | 0                       | 2                       | 36    | 7     | 10     | 0,19            |
| Universidad Católica · Chile | 1.ª           | 1991          | 30    | 7     | 10     | 15               | 2                | 2                | —                       | —                       | —                       | 45    | 9     | 12     | 0,20            |
| Universidad Católica · Chile | 1.ª           | 1992          | 26    | 2     | 5      | 13               | 4                | 5                | 5                       | 0                       | 1                       | 44    | 6     | 11     | 0,14            |
| Universidad Católica · Chile | 1.ª           | 1993          | 27    | 1     | 5      | 6                | 1                | 1                | 13                      | 0                       | 1                       | 46    | 2     | 7      | 0,04            |
| Universidad Católica · Chile | 1.ª           | 1994          | 20    | 1     | 2      | 11               | 1                | 1                | 2                       | 0                       | 0                       | 33    | 2     | 3      | 0,06            |
| Universidad Católica · Chile | 1.ª           | 1995          | 7     | 0     | 0      | —                | —                | —                | 7                       | 0                       | 3                       | 14    | 0     | 3      | 0,00            |
| Universidad Católica · Chile | Total Club    | Total Club    | 171   | 23    | 38     | 102              | 15               | 20               | 43                      | 0                       | 8                       | 316   | 38    | 66     | 0,12            |
| Total Carrera                | Total Carrera | Total Carrera | 171   | 23    | 38     | 102              | 15               | 20               | 43                      | 0                       | 8                       | 316   | 38    | 66     | 0,12            |
| 1. 2. 3.                     |               |               |       |       |        |                  |                  |                  |                         |                         |                         |       |       |        |                 |

### Selecciones
| Selección      | Temporada     | Amistosos | Amistosos | Amistosos | Sudamérica | Sudamérica | Sudamérica | Mundial | Mundial | Mundial | Total | Total | Total  | Media goleadora |
| Selección      | Temporada     | Part.     | Goles     | Asist.    | Part.      | Goles      | Asist.     | Part.   | Goles   | Asist.  | Part. | Goles | Asist. | Media goleadora |
| -------------- | ------------- | --------- | --------- | --------- | ---------- | ---------- | ---------- | ------- | ------- | ------- | ----- | ----- | ------ | --------------- |
| Sub-20 · Chile | 1987          | —         | —         | —         | —          | —          | —          | 5       | 0       | 1       | 5     | 0     | 1      | 0,00            |
| Sub-20 · Chile | Total         | 0         | 0         | 0         | 0          | 0          | 0          | 5       | 0       | 1       | 5     | 1     | 0      | 0,00            |
| Adulta · Chile | 1993          | 1         | 0         | 0         | —          | —          | —          | —       | —       | —       | 1     | 0     | 0      | 0,00            |
| Adulta · Chile | 1994          | 6         | 1         | 1         | —          | —          | —          | —       | —       | —       | 6     | 1     | 1      | 0,17            |
| Adulta · Chile | Total         | 7         | 1         | 1         | 0          | 0          | 0          | 0       | 0       | 0       | 7     | 1     | 1      | 0,14            |
| Total carrera  | Total carrera | 7         | 1         | 1         | 0          | 0          | 0          | 5       | 0       | 1       | 12    | 1     | 2      | 0,08            |

### Resumen estadístico
| Competición               | Partidos | Goles | Promedio | Asistencias | Promedio | Goles y asistencias | Promedio |
| ------------------------- | -------- | ----- | -------- | ----------- | -------- | ------------------- | -------- |
| Primera División de Chile | 171      | 23    | 0,14     | 38          | 0,22     | 61                  | 0,36     |
| Copas nacionales          | 102      | 15    | 0,15     | 20          | 0,20     | 35                  | 0,34     |
| Copas internacionales     | 43       | 0     | 0,00     | 8           | 0,19     | 8                   | 0,19     |
| Selección sub-20          | 5        | 0     | 0,00     | 1           | 0,20     | 1                   | 0,20     |
| Selección adulta          | 7        | 1     | 0,14     | 1           | 0,14     | 2                   | 0,29     |
| Total                     | 328      | 39    | 0,12     | 68          | 0,21     | 107                 | 0,33     |

## Palmarés

### Torneos nacionales
| Título           | Equipo                    | País  | Año  |
| ---------------- | ------------------------- | ----- | ---- |
| Primera División | C.D. Universidad Católica | Chile | 1987 |
| Copa Chile       | C.D. Universidad Católica | Chile | 1991 |
| Copa Chile       | C.D. Universidad Católica | Chile | 1995 |

### Torneos internacionales
| Título              | Equipo                    | País  | Año  |
| ------------------- | ------------------------- | ----- | ---- |
| Copa Interamericana | C.D. Universidad Católica | Chile | 1994 |